# Свако каже волим те
Свако каже волим те (енгл. „Everyone Says I Love You“) је амерички мјузикл из 1996. редитеља Вудија Алена са Дру Баримор и Едвардом Нортоном у главним улогама. Снимљен је у Њујорку, Паризу и Венецији.

## Радња
Породица Денбриџ се спрема за скоро венчање романтично склоне Скајлар (Дру Баримор) и Холдена Спенса (Едвард Нортон), прилично прагматичног младића. Прича је испричана из угла Џуне (Наташа Лион), ћерке мајке породице Денбриџ (Голди Хоун) из првог брака, а убрзо се појављује и њен отац Џо Берлин (Вуди Ален) чије је срце сломљено још један љубавни неуспех. Међутим, постоји један излаз - упознати се са Воном Сидел (Џулија Робертс), прелепом женом, чији су сви детаљи о животу познати, јер редовно посећује психоаналитичара кога познаје.

## Улоге
| Глумац         | Улога                   |
| -------------- | ----------------------- |
| Едвард Нортон  | Холден Спенси           |
| Дру Баримор    | Скајлер Дендриџ         |
| Алан Алда      | Боб Дендриџ             |
| Натали Портман | Лора Дендриџ            |
| Голди Хон      | Стефи Дендриџ           |
| Тим Рот        | Чарлс Фери              |
| Џулија Робертс | фон Сајдел              |
| Лив Тајлер     | девојка (исечена сцена) |
| Голди Хон      | Стефи Дендриџ           |